# George Clayes
George Clayes (1831 - 3 mars 1888) fut un agriculteur, marchand et homme politique fédéral du Québec.

## Biographie
Né dans le New Hampshire aux États-Unis, M. Clayes immigra à Bedford dans le Canada-Est avec son oncle en 1846. Ensuite en 1950, il partit pour Cleveland en Ohio où devint marchand. Il alla aussi à Omaha au Nebraska où il devint membre de la législature de l'État. 
De retour dans le Canada-Uni en 1866, il tentera à deux reprises de devenir député du Parti libéral du Canada dans la circonscription fédérale de Missisquoi en 1878 et en 1882. Élu en 1887, il mourut en fonction en 1888 à l'âge de 57 ans.